# Hémobartonellose féline
 (avril 2024).
Si vous disposez d'ouvrages ou d'articles de référence ou si vous connaissez des sites web de qualité traitant du thème abordé ici, merci de compléter l'article en donnant les références utiles à sa vérifiabilité et en les liant à la section « Notes et références ».
L’hémobartonellose féline est une infection touchant les globules rouges due aux bactéries gram - Mycoplasma haemofelis ou Mycoplasma haemominutum. Les parasites se fixent aux globules rouges, ce qui endommage la membrane cellulaire et raccourcit la durée de vie de ceux-ci. De plus, le système immunitaire peut détruire directement les globules rouges endommagés ou les globules rouges sur lesquels sont fixés les parasites, ce qui contribue aussi au développement de l’anémie.

## Contamination initiale
Il n’y a pas de prédisposition d’espèce, d’âge ou de sexe. Les facteurs de risques sont l’accès à l’extérieur et aux autres chats, l’exposition aux puces ou tiques, une infection à la leucémie féline sous-jacente et un état d’immunosuppression. Le parasite peut être transmis de la mère à ses chatons, par l’intermédiaire de puces, tiques et possiblement de moustiques, par des morsures entre chats ou encore lors d’une transfusion sanguine.

### Cycle de l'Hémobartonellose et pathogénie
1. La petite souche : si le parasite responsable est la petite souche C. Mycoplasma haemominutum (Cmhm) alors l’anémie peut varier de légère à modérée.
2. La souche de grandes tailles : si le responsable est Mycoplasma haemofelis, alors la maladie est généralement sévère.

### Formes de la maladie
Il existe trois formes cliniques de la maladie qui sont :
1. L’hémobartonellose aiguë
2. L’hémobartonellose chronique
3. L’hémobartonellose subclinique

## Symptômes et Diagnostic
La maladie est sans symptômes apparents. Les signes cliniques observés dépendent de la sévérité et de la vitesse de développement de l’anémie. Ainsi, on peut observer de la faiblesse, de l’anorexie, une perte de poids, de la fièvre, une augmentation de la fréquence respiratoire et de la fréquence cardiaque, et de la dépression mentale. Une augmentation du volume de la rate et des muqueuses ictériques peut être notée à l’examen physique. Dans les cas plus sévères, il peut y avoir une mortalité subite.
La maladie doit être différenciée d’une anémie hémolytique à médiation immunitaire primaire, d’une anémie à corps de Heinz, d’hémorragie interne ou externe et d’une infection par la le virus de la leucose féline (FeLV). Un frottis sanguin peut permettre la visualisation des organismes dans moins de 50 % des cas. L’hématologie complète démontrera des changements non spécifiques mais compatibles avec l’hémobartonellose, telles qu’une anémie régénérative et une augmentation des globules blancs. Les paramètres biochimiques sont habituellement normaux, quoiqu’une augmentation des enzymes hépatiques et de la bilirubine pourrait être observée. L’imagerie médicale peut révéler une augmentation du volume de la rate mais elle est surtout utilisée pour identifier des facteurs prédisposants ou des complications. Le test de dépistage du FeLV et du FIV (Feline Immunodeficiency Virus) est aussi indiqué afin d’exclure la possibilité d’infection concomitante.

## Traitement
Le traitement consiste en l’administration d’antibiotiques sur une période de 2 à 4 semaines, dépendant de la réponse au traitement. Un traitement avec des doses immunosuppressives de cortisone peut être utilisé quelques jours afin de diminuer la destruction des globules rouges par le système immunitaire. Un traitement de support peut aussi être nécessaire, tel qu’une fluidothérapie, un support nutritionnel pour les animaux anorexiques et/ou une transfusion sanguine au besoin. Il est possible que l’animal reste porteur du parasite malgré le traitement avec antibiotiques. L’état de porteur est d’une durée indéterminée. Dans ces cas, les récidives sont possibles lors de situation de stress, lors de maladies ou d’immunosuppression.

### Tests Clinique et nouveaux Traitements
De façon générale, les tétracyclines sont utilisées pour leur action bactériostatique par blocage des synthèses protéiques, ce qui permet de diminuer la charge bactérienne afin que la RI puisse juguler l'infection. 
L'oxytétracycline est injectée par voie intramusculaire (IM) ce qui permet sa libération graduelle dans le sang mais elle est mal tolérée localement. 
Il est donc préférable d'utiliser la doxycycline qui a une demi-vie sérique plus longue que les 
autres et dont la tolérance est meilleure du fait de son excrétion biliaire sans cycle entérohépatique.
L'enrofloxacine est actuellement testée pour connaître son intérêt pour le traitement de l'hémobartonellose féline : elle pourrait être aussi efficace que les tétracyclines voire plus car elle est bactéricide. Le docteur Winter a traité 10 chats par de l'enrofloxacine à la dose de 2,5 mg/kg/j en 1 prise quotidienne pendant 14 jours et a obtenu une réponse rapide au traitement dans tous les cas.
Le chloramphénicol est moins efficace que les tétracyclines contre Haemobartonella felis et ne doit pas être utilisé en raison du risque d'aplasie médullaire lié à son utilisation, ce qui serait catastrophique chez un sujet anémié.
Le thiarcétarsamide est efficace, mais présente une toxicité hépatique et rénale non négligeable.

## Prévention
En guise de prévention, il est recommandé de confiner le chat à l’intérieur, de le stériliser (diminue le risque d’agression inter-chat) et contrôler les parasites (puces et tiques) chez les chats qui sortent à l’extérieur.